# الكراهية (فلم)
الكراهية (بالفرنسية: La Haine) هو فيلم جريمة دراما فرنسي من إخراج ماتيو كازافيتش وبطولة فينسنت كاسل، هوبير كوندي، سعيد التغماوي ومارك دوريت، صدر الفيلم في 31 مايو 1995.

## نبذه
يتتبع الفيلم قصة ثلاثة من الأشخاص يعيشون في أحد الأحياء العشوائية بـ(باريس)، على مدى 24 ساعة، وكلهم ينتمون للأقليات، الأول (فينز) وهو يهودي، الثاني (سعيد) وهو عربي، والثالث (هوبرت) وهو ملاكم أسود، يعانون من التفرقة العنصرية، وانتشار الجريمة، ومعاملة الشرطة السيئة لهم ، تعم الفوضى أنحاء الحي العشوائي، يفقد أحد رجال الشرطة سلاحه بعدما قام بإطلاق النار على (أبيدال) الذي يرقد في المستشفى، يعثر (فينز) عليه، ويقرر أن يقتل الشرطي إذا مات (أبيدال).

## وصلات خارجية
- مقالات تستعمل روابط فنية بلا صلة مع ويكي بيانات